# El Laurel, Jitotol
El Laurel är en ort i Mexiko.   Den ligger i kommunen Jitotol och delstaten Chiapas, i den sydöstra delen av landet, 700 km öster om huvudstaden Mexico City. El Laurel ligger 1 750 meter över havet och antalet invånare är 420.
Terrängen runt El Laurel är kuperad västerut, men österut är den bergig. Runt El Laurel är det ganska tätbefolkat, med 80 invånare per kvadratkilometer. Närmaste större samhälle är Pueblo Nuevo Jolistahuacan, 4,9 km nordväst om El Laurel. I omgivningarna runt El Laurel växer i huvudsak städsegrön lövskog.